# Jorge Negrete
Jorge Alberto Negrete Moreno (Guanajuato, 30 de novembre de 1911-Los Angeles, Califòrnia, 5 de desembre de 1953), conegut com El Charro Cantor, va ser un actor i cantant mexicà. Va fundar el Sindicato de Trabajadores de la Producción Cinematográfica de la República Mexicana i va reorganitzar, juntament amb un grup selecte d'actors, l'Asociación Nacional de Actores (ANDA). Era fill del general, David Negrete. qui va lluitar a la Revolució Mexicana i descendent del també general, Miguel Negrete, que havia lluitat durant la Segona Intervenció Francesa

## Biografia i carrera
Jorge Alberto Negrete Moreno va néixer el 30 de novembre de 1911 en Guanajuato, Mèxic sent un dels cinc fills del matrimoni entre David Negrete Fernández i Emilia Moreno Anaya. Va tenir tres germanes, Consuelo, Emilia i Teresa, i dos germans, David i Rubén.
Va estudiar al Colegio Alemán Alexander von Humboldt de la Ciutat de Mèxic, on va aprendre alemany, anglès, francès, italià, suec i els principis bàsics del nàhuatl.
Posteriorment va ingressar a l'Heroico Colegio Militar, on es va graduar com a tinent de Cavalleria i Administració (Intendència) de l'Exèrcit Mexicà amb altes qualificacions.
En 1937 fa la seva primera aparició al cinema, en el curtmetratge de la Warner Bros. Cuban Nights caracteritzat com a trobador cubà. Posteriorment va viatjar a Mèxic per actuar en La madrina del diablo, on va compartir crèdits amb María Fernanda Ibáñez, filla de l'actriu mexicana Sara García (amiga de la família Negrete).
Durant 1938 roman gairebé tot l'any a Mèxic protagonitzant les cintes Caminos de Ayer, Perjura, El fanfarrón, Juan sin Miedo, Juntos pero no revueltos i El cementerio de las águilas.

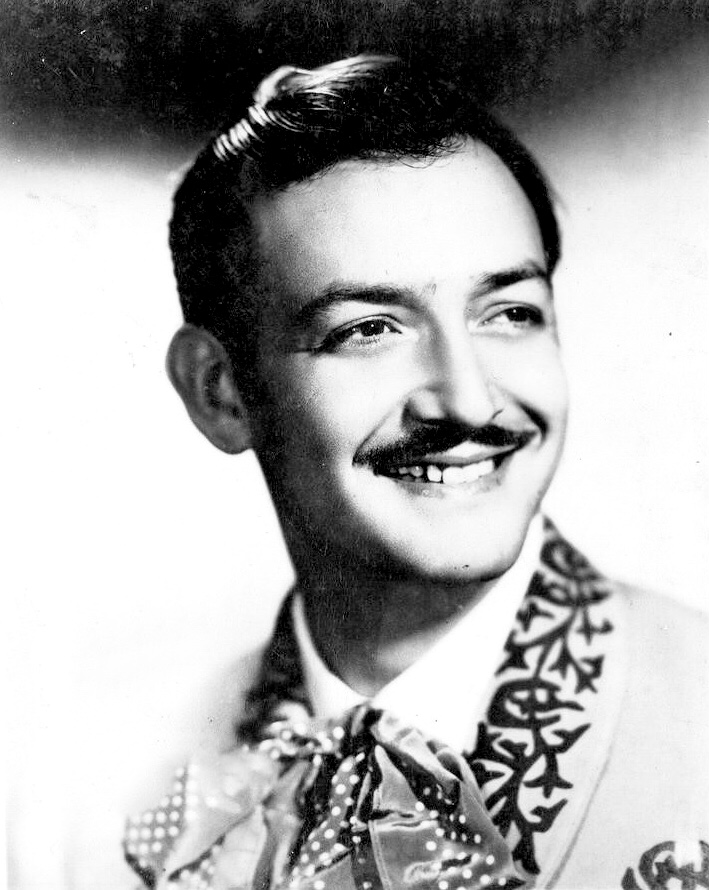
Negrete en una fotografia publicitària, c. 1940.

Alguns anys després, el somni de treballar en Hollywood a la fi es concretaria en 1941 en filmar per a United Artists el mig metratge Fiesta, produït per Hal Roach i dirigit per LeRoy Prinz, al costat de la famosa estrella de "Los Angeles Civic Light Opera" Anne Ayars i l'actor George Givot, cinta parlada en anglès i filmada en Techicolor.
En aquest mateix any, 1941, de tornada en Mèxic, interpreta el paper principal en ¡Ay Jalisco, no te rajes!, pel·lícula que el catapultaria a la fama internacional i ho va convertir en una de les màximes figures artístiques a Amèrica Llatina, compartint els principals crèdits d'aquesta pel·lícula amb Ángel Garasa, Lucha Reyes, Carlos López "Chaflán" i amb Gloria Marín, amb qui inicia una relació romàntica que va durar més de deu anys. Durant el rodatge de Seda, sangre y sol el 1942, es dictaria la sentència de divorci de Negrete i Elisa Christy.
En 1950 va rebre la distinció com a millor actor per part de la crítica en Espanya, per la pel·lícula Teatro Apolo.
El 1952 va protagonitzar Los tres alegres compadres al costat de Pedro Armendáriz, Andrés Soler i Rebeca Iturbide; posteriorment protagonitzaria amb el també cantant i actor Pedro Infante Dos tipos de cuidado, dirigida per Ismael Rodríguez, la seva última pel·lícula. Aquest any també va filmar: Tal para cual, amb Luis Aguilar, María Elena Marqués i la cantant Rosa de Castilla.
En l'últim any de la seva vida, 1953, va actuar en dues pel·lícules, Reportaje i El rapto (pel·lícula).
A Argentina fou rebut per una multitud. Al Teatro Colón de Buenos Aires va cantar, vestit de gautxo, Adiós, Pampa mía, de Mariano Mores, amb un ple total. D'aquí va viatjar a Xile amb èxit sense precedents en aquest país i després a Perú, on malgrat un contratemps amb l'aristocràcia local va tenir també gran ressonància i acceptació.
En Espanya les seves presentacions s'associaven a multituds de dones que cridaven histèriques. Rebudes d'aquest tipus eren ja usuals per ell, però no a l'Espanya d'aquest temps. Els desmais i els milers d'admiradors van obligar a la guàrdia civil a escortar-lo. La seva ideologia liberal va provocar recel per part del govern franquista, en una època en la qual a causa de l`exili republicà espanyol s'havien trencat les relacions diplomàtiques amb Mèxic.
Era tal la popularitat de Negrete que als carrers pròxims als llocs on es presentava era impossible circular. La histèria col·lectiva que provocava i que tant indignava als seus crítics era realment una cosa nova i desconcertant per la pudorosa societat d'aquest temps. A Mèxic, quan els nens assistien a festivitats, moltes mares solien pentinar-los amb un tupé al costat (com Jorge Negrete) i vestir-los de charros. Era l'època.
Molts cantants s'han vist influïts i han expressat la seva admiració cap a Jorge Negrete; des dels populars, com el mateix Pedro Infante, fins als artistes lírics, entre ells els famosos tenors Alfredo Kraus i Plácido Domingo.
Jorge Negrete va fundar el Sindicato de Trabajadores de la Producción Cinematográfica de la República Mexicana i es va annexar la, llavors petita, Asociación Nacional de Actores de México Mèxic prenent instal·lacions de fòrums i estudis de cinema.
El conflicte d'interessos que la seva lluita gremial va generar en el negocio de l'entreteniment en Mèxic va donar lloc a una campanya en contra seva per part de diversos productors, campanya on es van generar aquells rumors que asseguraven que Jorge Negrete va accedir a cantar música ranxera a la força i gairebé obligat per les circumstàncies, i que en realitat menyspreava el gènere, així com el rumor que provenia d'una família de l'aristocràcia, presentant-lo com una persona de noble bressol i que sempre va gaudir de privilegis, distanciant-ho així del poble. Tots dos rumors infundats i amb l'exprés propòsit de desvirtuar la seva imatge.

## Vida personal
Va estar casat en dues ocasions, la primera amb Elisa Christy, i la segona amb María Félix. Del seu primer matrimoni amb Christy va procrear a la seva única filla, Diana Negrete.

## Malaltia i mort

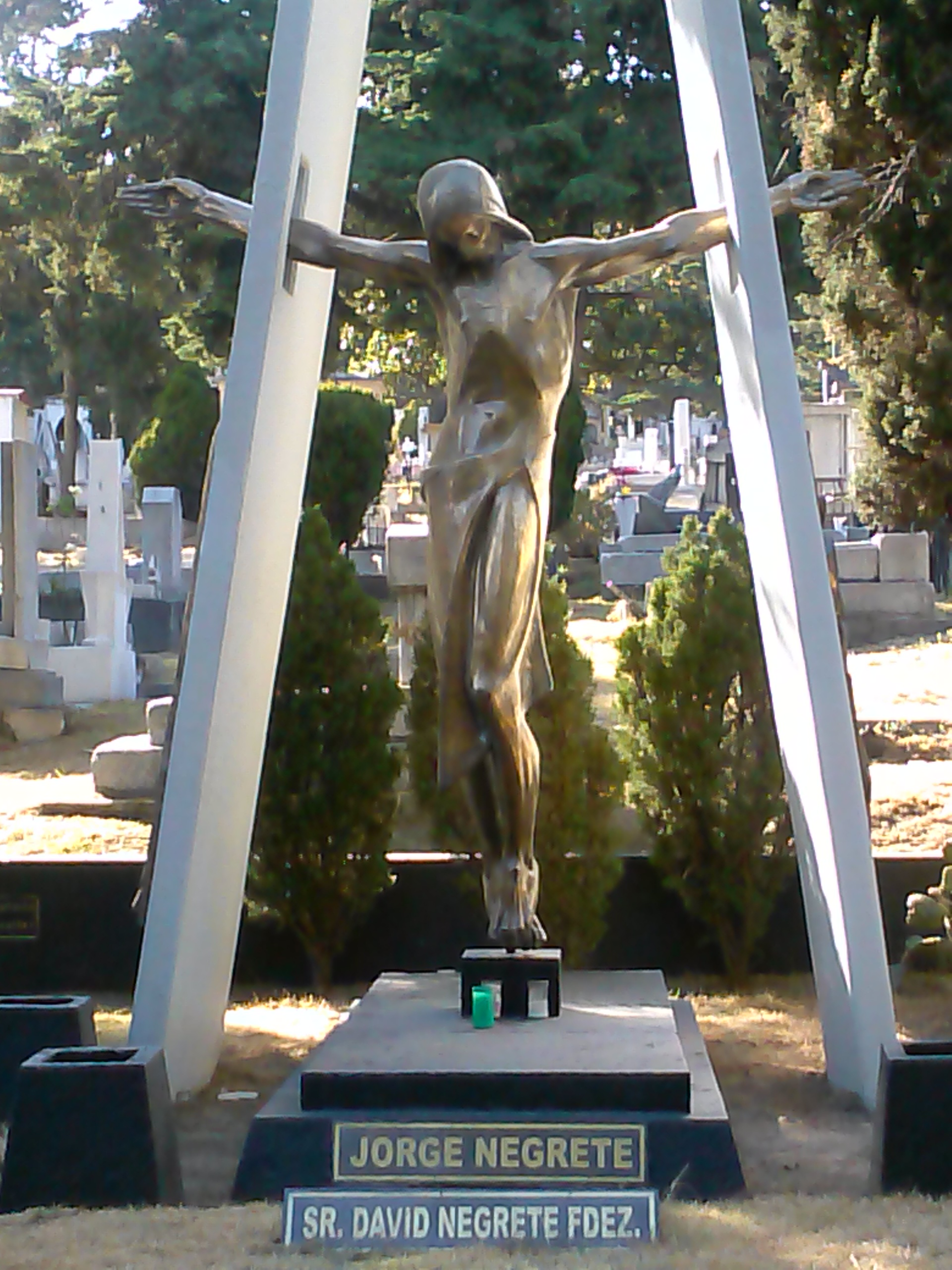
Tomba de Negrete ubicada al Panteón Jardín a Ciudad de México, foto de 2015. L'escultura del crucifix que s'observa va ser reixada en 2021 després d'haver estat vandalitzada.

Durant la seva estada a la ciutat de Los Angeles, Negrete va assistir a un combat del boxador mexicà Raúl Macías, quan se li va rebentar una de les varius de l'esòfag i estómac amb vòmit de sang (hematèmesi) i amb la pressió del fetge produint-li una hemorràgia. Després del seu ràpid trasllat a l'Hospital Lebanon Cedars, va romandre en coma durant diversos dies. El 5 de desembre de 1953, Negrete va morir als 42 anys d'edat a la ciutat de Los Angeles, Califòrnia, a causa de la malaltia crònica originada per una hepatitis C.
El dia de la seva mort va ser considerat dol nacional i es van guardar cinc minuts de silenci en tots els cinemas del país. En el teatre de la A.N.D.Al fet que avui porta el seu nom, les seves restes mortals van romandre exposats perquè el poble li retés homenatge. Va ser enterrat en el Panteó Jardín, situat al sud de la Ciutat de Mèxic.

## Filmografia
| Any  | Pel·lícula                            | Personatge                                    |
| ---- | ------------------------------------- | --------------------------------------------- |
| 1953 | El rapto                              | Ricardo Alfaro                                |
| 1953 | Reportaje                             | Cantant/estrella de cinema                    |
| 1952 | Tal para cual                         | Melitón/Paco Galván                           |
| 1952 | Dos tipos de cuidado                  | Jorge Bueno                                   |
| 1951 | Los tres alegres compadres            | Francisco/Pancho Mireles                      |
| 1951 | Un gallo en corral ajeno              | Daniel/Joaquín Montano                        |
| 1951 | Hay un niño en su futuro              | Jorge Negrete                                 |
| 1950 | Siempre tuya                          | Ramón García                                  |
| 1950 | Teatro Apolo                          | Miguel Velasco                                |
| 1949 | Allá en el Rancho Grande              | José Francisco                                |
| 1949 | Lluvia roja                           | Enrique Montero                               |
| 1949 | La posesión                           | Román Ruiz                                    |
| 1949 | Una gallega en México                 | Jorge Negrete                                 |
| 1948 | Jalisco canta en Sevilla              | Ignacio Mendoza                               |
| 1948 | Si Adelita se fuera con otro          | Francisco "Pancho" Portillo                   |
| 1946 | Gran Casino                           | Gerardo                                       |
| 1946 | El ahijado de la muerte               | Pedro/El Ahijado                              |
| 1946 | En Tiempos de la Inquisición          | Don Enrique de Acuña                          |
| 1945 | No basta ser charro                   | Ramón Blanquet/Jorge Negrete                  |
| 1945 | Camino de Sacramento                  | Juan Ruiz/Antonio Ruiz                        |
| 1945 | Canaima                               | Marcos Vargas                                 |
| 1945 | Hasta que perdió Jalisco              | Jorge Torres                                  |
| 1944 | Me he de comer esa tuna               | Rafael Landero                                |
| 1944 | Cuando quiere un mexicano             | Guillermo del Valle                           |
| 1943 | El rebelde                            | Juan Manuel Mendoza                           |
| 1943 | Una carta de amor                     | jefe liberal                                  |
| 1943 | Tierra de pasiones                    | Máximo                                        |
| 1943 | El Jorobado                           | Enrique de Lagardere/Esopo                    |
| 1942 | El Peñón de las Ánimas                | Fernando Iturriaga                            |
| 1942 | ¡Así se quiere en Jalisco!            | Juan Ramón Mireles                            |
| 1942 | Historia de un gran amor              | Manuel/Rodrigo Venegas                        |
| 1942 | Cuando viajan las estrellas           | Fernando Lazo                                 |
| 1942 | Seda, sangre y sol                    | José Molina                                   |
| 1941 | Fiesta                                | Jose                                          |
| 1941 | ¡Ay Jalisco, no te rajes!             | Salvador "Chava" Pérez Gomez/El ametralladora |
| 1938 | Una luz en mi camino                  | Es un invitado al teatro                      |
| 1938 | Juntos pero no revueltos              | Rodolfo del Valle                             |
| 1938 | El cementerio de las águilas          | Miguel de la Peña                             |
| 1938 | Juan sin miedo                        | Juanito                                       |
| 1938 | El fanfarrón (Aquí llegó el valentón) | Alberto                                       |
| 1938 | Perjura                               | Luis Espinosa                                 |
| 1938 | Caminos de ayer                       | Roberto Mendoza                               |
| 1938 | La Valentina                          | "El Tigre"                                    |
| 1937 | La madrina del Diablo                 | Carlos Durango                                |
| 1937 | Cuban Nights                          | Com un trovador cubà                          |

## Discografia
- Mexicanísimo (Sony BMG Latino 2006)
- Homenaje al charro inmortal (1993)
- 15 éxitos inmortales (1980)
- A Jorge Negrete (1979)
- Las primeras grabaciones (1965)
- La voz inmortal (1961)
- El hijo del pueblo (1960)
- Disco Jorge Negrete (1959)
- El charro inolvidable (1959)
- Fiesta mexicana (1959)